# Damiano Cunego
Damiano Cunego (Cerro Veronese, 19. září 1981) je italský profesionální cyklista.
Damiano pochází z Cerro Veronese, malé vesničky pod Bosco Chiesanuova. V dětství hrával fotbal a lední hokej, ale byl spíše individualista a kolektivní sport mu moc nevyhovoval, proto se začal věnovat nejprve přespolnímu běhu a posléze cyklistice. Jeho talentu si začínají všímat lidé.
Giuseppe Martinelli přijel roku 1997 na závody žáků do Bresce, najít si nové talenty. Ten den poprvé zahlédl Damiana Cunega, který se v závodě umístil mezi prvními. Martinelli se začal vyptávat a zjistil, že Damiano je ve světě cyklistiky teprve první rok a v každém závodě se dokázal prosadit mezi první. Během italského šampionátu vypsaného pro žáky, uniklo Damanovi vítězství jen o vlásek, zvítězil Filippo Pozzato. Martinelli se rozhodl získat Cunega pro svůj tým Mercatone Uno, kde byl hvězdou Marco Pantani.
V letech 1998 a 1999 pokračoval Damiano ve vítězném tažení i v kategorii juniorů, které završil ziskem titulu juniorského mistra světa, které se uskutečnilo ve Veroně, kousek od jeho rodiště.
Následující rok postoupil do kategorie under 23 a dva roky mezi amatéry přináší Damanovi pouze čtyři vítězství, ale v každém závodě dokazuje, že je přímo rozený šampion. V roce 2002 Martinelli vezme Cunega do svého týmu Sadci, mezi profesionály. Hned v první roce vítězi ve dvou závodech Giro d'Oro a Giro del Medio Brenta. V roce 2003 vítězi také ve dvou závodech, ale již mnohem většího ražení. Je jím prestižní závod v Číně QingHai Tour. Je mu teprve 22 let, ale již dokázal, že z něj je vyzrálý vrchař s obrovským potenciálem a citem. Giro d'Italia 2003 je jeho prvním velkým etapovým závodem, jeho úkolem je pochopit co obnáší třítýdenní závodění, v celkové klasifikaci končí na 34 místě. Do sezóny 2004 vlétnul famózním způsobem, vyhrál Giro del Trentino, Giro dell'Appennino a GP di Larciano. Vrcholem sezóny se stává Giro d'Italia po čtyřech etapových triumfech přijíždí do Milana v růžovém. Koncem roku se účastní i závodu Vuelta di Spagna, ale je to jen příprava na mistrovství světa, které se ten rok koná právě ve Veroně. V závodě o titul MS je aktivním jezdcem, ale při hromadném spurtu nedokázal vzdorovat španělským cyklistům a musel se spokojit s 9. místem. Chuť si napravil v Giro di Lombardia a získal tak první vítězství ve světovém poháru a na konci roku byl nejlepším cyklistou v žebříčku UCI.

## Nejlepší výsledky

### 2002
- 1. místo – Giro d'Oro Ponte Arche
- 1. místo – Giro del Medio Brenta

### 2003
- 1. místo – QingHai Tour
- 1. místo – 5. etapa QingHai Tour

### 2004
- 1. místo – Japan Cup
- 1. místo – Giro di Lombardia
- 1. místo – GP Nobili
- 1. místo – Due Giorni Marchigiana
- 1. místo – Memorial Marco Pantani
- 1. místo – Trofeo Meregalli
- 1. místo – Giro d'Italia
- 1. místo – 2. etapa Giro d'Italia
- 1. místo – 7. etapa Giro d'Italia
- 1. místo – 16. etapa Giro d'Italia
- 1. místo – 18. etapa Giro d'Italia
- 1. místo – Giro dell'Appennino
- 1. místo – GP Industria e Artigianato
- 1. místo – Giro del Trentino
- 1. místo – 1. etapa Giro del Trentino
- 1. místo – 2. etapa Giro del Trentino

### 2005
- 1. místo – Japan Cup
- 1. místo – Trofeo Melinda
- 1. místo – GP Nobili
- 1. místo – 3. etapa Kolem Romandie

### 2006
- 1. místo – GP Industria e Artigianato
- 1. místo – Giro del Trentino
- 1. místo – 2. etapa Giro del Trentino
- 1. místo – Settimana Coppi-Bartali
- 1. místo – 3. etapa Settimana Coppi-Bartali
- 1. místo – Giro d'Oro

### 2007
- 1. místo – Giro del Trentino
- 1. místo – 1. etapa Giro del Trentino
- 1. místo – 2. etapa Giro del Trentino